# Aranyszalagtár
Aranyszalagtár (ASZT) a bukaresti, kolozsvári és marosvásárhelyi magyar nyelvű rádióadások számára felvett irodalmi szövegek hangszalaggyűjteménye (rövidítve ASZT). Leggazdagabb a kolozsvári FA (Fonoteca de Aur) jelzésű gyűjtemény LM (Literatura Maghiară), TM (Teatru în limba Maghiară) és MV (MusicalVorbit) c. dobozokban tárolt anyaga. Az RMIL szerkesztősége ezt az anyagot vette figyelembe aranyszalagtári közléseinél.